# Goryńskie Jezioro
Goryńskie Jezioro – jezioro w woj. warmińsko-mazurskim, w powiecie iławskim w gminie Kisielice, leżące na terenie Pojezierza Brodnickiego. Niedaleko północno-wschodniego brzegu jeziora znajduje się wieś Goryń, a do południowego przylega osada Wałdowo. 

## Hydronimia
Jezioro pojawia się w źródłach w 1294 jako Gorin, a następnie Gorynsche See (1374), Gornische See (1387), Großer Guhringer See (1910), Jeź. Goryńskie (1921), Grosser Guhringer See (1927), Guhringrer See (1940). Państwowy rejestr nazw geograficznych jako nazwę urzędową akwenu podaje Goryńskie Jezioro, wymieniając nazwy oboczne Jezioro Goryńskie oraz Goryń.

## Morfometria
Według danych Instytutu Rybactwa Śródlądowego powierzchnia zwierciadła wody jeziora wynosi 200,1 ha, natomiast A. Choiński, poprzez planimetrowanie na mapach 1:50 000, określił wielkość jeziora na 191,0 ha. Jeziorna jednolita część wód powierzchniowych ma powierzchnię 183 ha.
Średnia głębokość zbiornika wodnego to 3,9 m, a maksymalna – 9,9 m. Objętość jeziora wynosi 7942,4 tys. m³. Maksymalna długość jeziora to 3700 m, a szerokość 1300 m. Długość linii brzegowej wynosi 12500 m.
Według Atlasu jezior Polski (red. J. Jańczak, 1997) lustro wody znajduje się na wysokości 88,3 m n.p.m., natomiast według numerycznego modelu terenu udostępnionego przez Geoportal lustro wody znajduje się na wysokości 86,7 m n.p.m.
Według Mapy Podziału Hydrograficznego Polski leży na terenie zlewni szóstego poziomu Zlewnia jez. Goryńskiego. Identyfikator MPHP to 296541.

## Zagospodarowanie
W systemie gospodarki wodnej jezioro tworzy jednolitą część wód o kodzie PLLW20583. Administratorem wód jeziora jest Regionalny Zarząd Gospodarki Wodnej w Gdańsku. Utworzył on obwód rybacki, który obejmuje między innymi wody jeziora Goryńskiego wraz z wodami jego odpływu, aż do ujścia do rzeki Osa (Obwód rybacki jeziora Goryńskie na cieku bez nazwy w zlewni rzeki Osa). Gospodarkę rybacką na jeziorze prowadzi PZW Toruń. W 2021 roku w odłowach dominowały płoć, okoń i leszcz.

## Ochrona środowiska
Akwen znajduje się na obszarze chronionego krajobrazu o nazwie Jeziora Goryńskiego. Powyższy obszar został ustanowiony w celu ochrony krajobrazu pojeziernego skupiającego jeziora Trupel, Goryńskie i Dłużek z uwagi na ich duże walory wypoczynkowe, turystyczne, rekreacyjne i wędkarskie.